# San Miguel del Valle
San Miguel del Valle è un comune spagnolo di 218 abitanti situato nella comunità autonoma di Castiglia e León.